# Manel Royo
Manel Royo Castell (28 februari 1994) is een Spaans voetballer die als verdediger speelt bij NAC Breda.

## Clubcarrière
Royo speelde in de jeugd van Villareal CF en de Nike Academy in Engeland. Van 2014 tot 2018 speelde hij in diverse teams op het derde niveau in Spanje.
In juli 2019 maakt hij de overstap naar het Tsjechische Teplice, waar hij tot zes wedstrijden komt.
Op 31 januari 2020 keert hij terug naar Spanje en tekent hij voor anderhalf jaar bij CD Ebro. Op 15 juli 2021 stapt hij over naar UE Costa Brava, eveneens op het Spaanse derde niveau.
Op 19 juli 2022 tekent hij een contract voor twee jaar bij Almere City FC, uitkomend in de Eerste divisie. Daar maakte hij zijn debuut op 5 augustus 2022 in de uitwedstrijd tegen VVV Venlo.